# 대전전자디자인고등학교
대전전자디자인고등학교(大田電子디자인高等學校)는 대한민국 대전광역시 유성구 화암동에 있는 공립 고등학교이다.

## 학교 연혁
- 1996년 9월 30일 : 대전여자공업고등학교 설립인가 (4개학과 전산응용기계과 3학급, 전자통신과 3학급, 전자계산기과 2학급, 산업디자인과 2학급 총 10학급)
- 1996년 10월 30일 : 1997학년도 제1회 신입생 모집
- 1997년 3월 5일 : 제1회 입학식(10학급 561명)
- 1998년 3월 1일 : 대전전자고등학교로 교명 변경
- 2003년 9월 30일 : 전자 및 디자인계열 특성화 고등학교 지정
- 2004년 3월 1일 : 대전전자디자인고등학교로 교명 변경 및 학과 개편 (5개학과 10학급) 전자통신과, 전자정보과, 제품디자인과, 시각디자인과, 공예디자인과 각 2학급
- 2009년 3월 23일 : 화암마루 도서관 및 영어전용교실 개관식
- 2010년 10월 29일 : 2010대한민국 좋은 학교 박람회 (좋은학교 선정)
- 2015년 10월 20일 : 산학일체형 도제학교 선정
- 2023년 9월 1일 : 제14대 손인성 교장 부임
- 2023년 12월 20일 : 제25회 졸업생(89명) 졸업생 총계 5,936명
- 2024년 3월 1일 : 신입생 학과 개편((카페머신)스마트기계과, 콘텐츠디자인과로 개편)
- 2024년 3월 4일 : 제28회 입학식(8학급 127명)

## 설치 학과
- 토탈미용과
- 제과제빵과
- 컴퓨터응용기계과
- 콘텐츠디자인과
- 드론전자과
- 부사관과
- 광고영상디자인과
- 스마트기계과

## 참고 자료
- 대전전자디자인고등학교 - 한국교육학술정보원 학교알리미